# جشنواره فرهنگ‌های سنتی گارما
جشنواره فرهنگ‌های سنتی گارما (Garma) بزرگ‌ترین گردهمایی فرهنگی بومی استرالیا است که بیش از چهار روز در ماه آگوست در شمال شرقی آرنهم لند، در قلمرو شمالی استرالیا برگزار می‌شود. گارما به میزبانی بنیاد یوثو ییندی برگزار می‌شود. تجلیل از سنت‌های فرهنگی مردم یولنگو، و یک اجتماع بزرگ جامعه برای قبایل و خانواده‌های منطقه آرنهم لند است. این رویداد سنتی مینیتجی (هنر)، داستان سرایی باستان، مانیکا (آهنگ) و بانگگل (رقص) را به نمایش می‌گذارد. این جشنواره در گولکولا برگزار می‌شود که یک مکان تشریفاتی گوماچی است که حدود ۴۰ کیلومتری (۲۵ مایلی) شهر نولونبای است. این جشنواره هر ساله بیش از ۲۵۰۰ مهمان را به خود جلب می‌کند و بلیط ورودی به این جشنواره اغلب ماه‌ها قبل تماماً به فروش می‌رسد و ظرفیت پر می‌شود.
در سالهای اخیر، گارما همچنین به عنوانی مهم در تقویم سیاسی تبدیل شده است که رهبران تجاری، سیاسی، دانشگاهی و بشردوستانه را برای کمک به شکل‌دادن سیاست امور بومیان از طریق کنفرانس انجمن اصلی، به خود جذب می‌کند.

## تاریخچه
اولین گارما در سال ۱۹۹۹ برگزار شد و چیزی فراتر از کباب درست کردن در حیاط پشتی خانه نبود. دپانبال یونوپینگو، دختر دکتر ام یونوپینگو، گفت که اولین رویداد در مقیاس کوچک بود. وی گفت: "یادم می‌آید وقتی گالارووی و پدر ما را به اینجا آوردند، روی زمین بونگگل ایستاده بودند و آنها گفتند:" این مکان گارما است، جایی که جشنواره برگزار می‌شود." ما آن زمان خیلی کوچک بودیم.

## ویژگی‌ها

### بانگگل
یکی از مهم‌ترین نکات مهم گارما رقص شبانه است. رقصهای سنتی که هر روز از ساعت ۴ بعد از ظهر تا غروب خورشید انجام می‌شود. در این مراسم بسیار چشمگیر مردان، زنان و کودکان از ۱۳ گروه قبیله یولنگو رقصی را اجرا می‌کنند که منحصر به شمال شرقی سرزمین آرنهام است. در طول این اجراها، دارندگان ارشد خط‌های آهنگ یولنگو داستان‌های خود را از مانیکای (ترانه) همراه با ندای ییداکی (دیجریدو) و ریتم بیلما (چوب‌هایی که به هم می‌زنند تا ریتمی ایجاد کنند) با مهمانان و شرکت کنندگان این جشنواره به اشتراک می‌گذارند.

### کارگاه‌های فرهنگی
مردان و زنان ارشد یولنگو مجموعه ای از کارگاه‌های فرهنگی را ارائه می‌نمایند که تجربه ای غوطه وری در یک بوته اصیل را برای مهمانان فراهم می‌کنند. این کارگاه‌ها شامل آموزش به زبان محلی یولنگو ماتا، درس خویشاوندی، پیاده‌روی «یادگیری در کشور»، نیزه سازی و سبد بافی است.

### انجمن جوانان
انجمن جوانان گارما برنامه ایست ۴ روزه که برای کودکان و جوانان بین سنین ۸ تا ۱۸ ساله اجرا می‌شود و در نخستین روز این جشنواره نمایشگاه آموزش این رویداد برگزار می‌شود. مدارس از سراسر استرالیا برای فعالیتها و کارگاه‌های آموزشی با هدف ایجاد پیوندهای بین فرهنگی و اشتراک دانش آموزان مدارس محلی و منطقه ای با یکدیگر، در این جشنواره شرک کرده و ا برگزار کنندگان همراه می‌شوند. همچنین تأکید زیادی بر توسعه مهارتهای رهبری برای نسل بعدی وجود دارد. در سالهای اخیر، شرکت کنندگان در انجمن جوانان جلسه اختتامیه انجمن اصلی را برگزار می‌کنند و درسهایی را که در طول ۴ روز آموخته‌اند و امیدها و رویاهای خود را برای آینده را به اشتراک می‌گذارند.

### موسیقی
موسیقی همیشه یکی از ویژگی‌های اصلی جشنواره گارما بوده است که صدای متمایز آرنهم لند را به نمایش می‌گذارد و بستری را برای اقدامات منطقه ای جدید و نوظهور و همچنین گروه‌های موسیقی و خوانندگان با تأیید بیشتر فراهم می‌نماید.